# Listă de pictori ucraineni
Aceasta este o listă de pictori ucraineni.

## A
- Alexander Aksinin
- Nathan Altman
- Emma Andijewska
- Mykhailo Andriienko-Nechytailo

## B
- Nikolai Bartossik
- Marie Bashkirtseff
- Tatiana Belokonenko
- Roman Bezpalkiv
- Kateryna Vasylivna Bilokur
- Seraphima Blonskaya
- Vladimir Bobri
- Alexander Bogomazov
- Vladimir Borovikovsky
- Mykhaylo Boychiuk
- Isaak Brodsky
- Mykola Burachek
- David Burliuk
- Wladimir Burliuk
- Borys Buryak
- Mykola Butovich

## C
- Illya Chichkan
- Evgeniy Chuikov
- Mykhaylo Chornyi

## D
- Sonia Delaunay
- Mykhaylo Deregus
- Mychajlo Dmytrenko
- Bohdan Domanyk

## F
- Igor Filippov

## G
- Eugene Garin
- Nikolai Getman
- Yefim Golyshev
- Grigoriy Dovzhenko
- John D. Graham
- Alexis Gritchenko
- Alexandr Guristyuk

## H
- Volodymyr Harbuz
- Mykola Hlushchenko
- Jacques Hnizdovsky
- Sviatoslav Hordynsky
- Vasile Hutopilă
- Liuboslav Hutsaliuk
- Nicholas Holodek

## K
- Sergey Kamennoy
- Irina Karpenko
- Mykhaylo Khmelko
- Alexander Khvostenko-Khvostov
- Michael Kmit
- Ruslan Korostenskij
- Kyriak Kostandi
- Edward Kozak
- Fedir Krychevsky
- Vasyl Krychevsky
- Viktor Kryzhanovsky
- Arkhip Kuindzhi
- Nikolai Dmitriyevich Kuznetsov (pictor)

## L
- Arnold Lakhovsky
- Kost Lavro
- Felix Lembersky
- Myron Lewytsky
- Dmitry Levitzky
- Alexander Litovchenko
- Anton Losenko
- Louis Lozowick
- Oksana Lytvyn

## M
- Yuri Makoveychuk
- Kazimir Malevich
- Fedir Manailo
- Mane-Katz
- Ivan Marchuk
- Anastasiya Markovich
- Vadym Meller
- Oleg Minko
- Abraham Mintchine
- Evsey Moiseenko
- Apollon Mokritsky
- Michael Moroz
- Ludmyla Morozova
- Oleksandr Murashko
- Mykhaylo Berkos

## N
- Heorhiy Narbut
- Anatoliy Nasedkin
- Mykola Nedilko
- Volodymyr Nemyra
- Pyotr Nilus

## O
- Katerina Omelchuk
- Sarkis Ordyan
- Volodymyr Orlovsky
- Alexander Osmerkin

## P
- Victor Palmov
- Anatol Petrytsky
- Mykola Pymonenko
- Les Podervyansky
- Ihor Podolchak
- Ivan Pohitonov
- Leonid Pozen
- Maria Prymachenko
- Sasha Putrya

## R
- Ilya Repin
- Fyodor Pavlovich Reshetnikov
- Misha Reznikoff
- Olga Rozanova
- Ivan Rutkovych

## S
- Witalij Sadowski
- Mykola Samokysh
- Serghei Sviatcenko
- Sergey Lunov
- Sychev, Stanislav I.
- Taras Shevchenko
- Mykola Shmatko
- Oleksii Shovkunenko
- Marina Skugareva
- Opanas Slastion
- Anton Solomoukha
- Ivan Soshenko
- Vladimir Sosnovsky
- Supremus
- Serhiy Svetoslavsky

## T
- Vladimir Tatlin
- Oleg Tistol
- Ivan Trush
- Konstiantyn Trutovsky
- Mykola Ivanovych Tseluiko
- Mikhail Turovsky
- Roman Turovsky-Savchuk
- Bohdan Tytla

## V
- Serhii Vasylkivsky
- Anton Vasyutinsky
- Boris Vladimirski
- Mickola Vorokhta
- Alexander Voytovych

## W
- David Ossipovitch Widhopff
- Yaroslaw Wyznyckyj

## Y
- Tetyana Yablonska
- Nikolai Yaroshenko
- Yelena Yemchuk
- Vasyl Yermylov
- Ivan Yizhakevych

## Z
- Fyodor Zakharov
- Iryna Zhychuk
- Galyna Zubchenko